# Fluoxetine
Fluoxetine is een antidepressivum. Het bekendste merk met deze actieve stof is Prozac. Generieke medicijnen zijn inmiddels volop beschikbaar.
Fluoxetine is een selectieve serotonine-heropnameblokker (SSRI); het zorgt ervoor dat vrijgekomen serotonine, een neurotransmitter, minder snel kan worden heropgenomen door de zenuwcel waaruit het komt.
De stof is opgenomen in de lijst van essentiële geneesmiddelen van de WHO.

## Werking
Serotonine is betrokken bij iemands gemoedstoestand, zelfvertrouwen, slaap, emotie, seksuele activiteit en eetlust. Als het langer kan werken, werken deze gevoelens dus ook langer en is men minder depressief. De invloed van fluoxetine wordt merkbaar na het gebruik van drie à vier weken. Het antidepressivum werd in 1987 onder de merknaam Prozac op de markt gebracht door Eli Lilly.
Fluoxetine blokkeert de heropname van serotonine vanuit de synaptische spleet. Presynaptisch kan serotonine werken op zogenaamde autoreceptoren, die de afgifte van serotonine remmen. Door deze receptoren zal het tekort aan serotonine op korte termijn blijven bestaan. Na drie tot vier weken desensitiseren de autoreceptoren, waardoor er meer serotonine in de synaptische spleet komt.
Door de blokkering van de afgifte van serotonine, zullen bij toediening van fluoxetine de symptomen eerst verergeren. Er is op dat moment nog minder remming door serotonine van de angstgevoelens die door de amygdala gegenereerd worden.
Fluoxetine wordt doorgaans toegediend als hydrochloride (fluoxetine HCl). Dit is een gebruikelijke manier om een slecht in water oplosbare amine beter wateroplosbaar te maken, zodat ze beter kan worden opgenomen in het lichaam.

## Waarschuwingen en voorzorgen
- Het gebruik kan leiden tot verminderd reactie- en concentratievermogen.
- Om onthoudingsverschijnselen te voorkomen de behandeling geleidelijk staken over een periode van ten minste 1–2 weken.
- Let op het zelfmoordgevaar vooral bij jongeren onder de 25. Niet te gebruiken onder de 18 jaar.[2]
- Niet combineren met niet-selectieve (irreversibele) monoamine-oxidaseremmers (MAOI).

## Zie ook

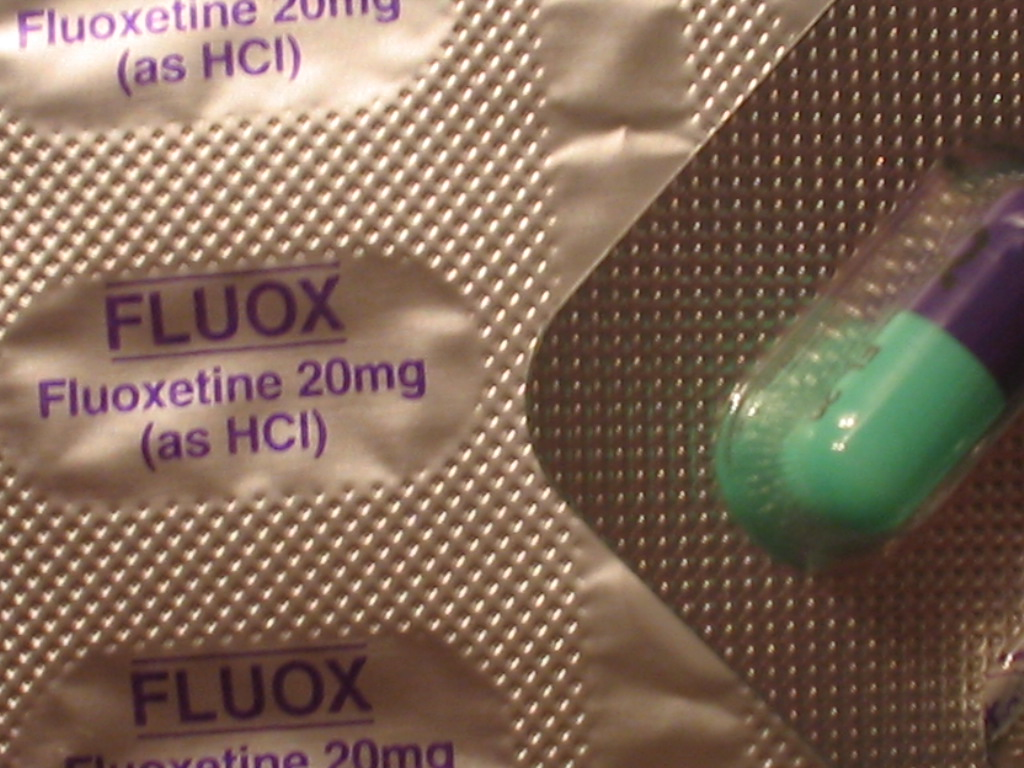
Het actieve ingrediënt is fluoxetine

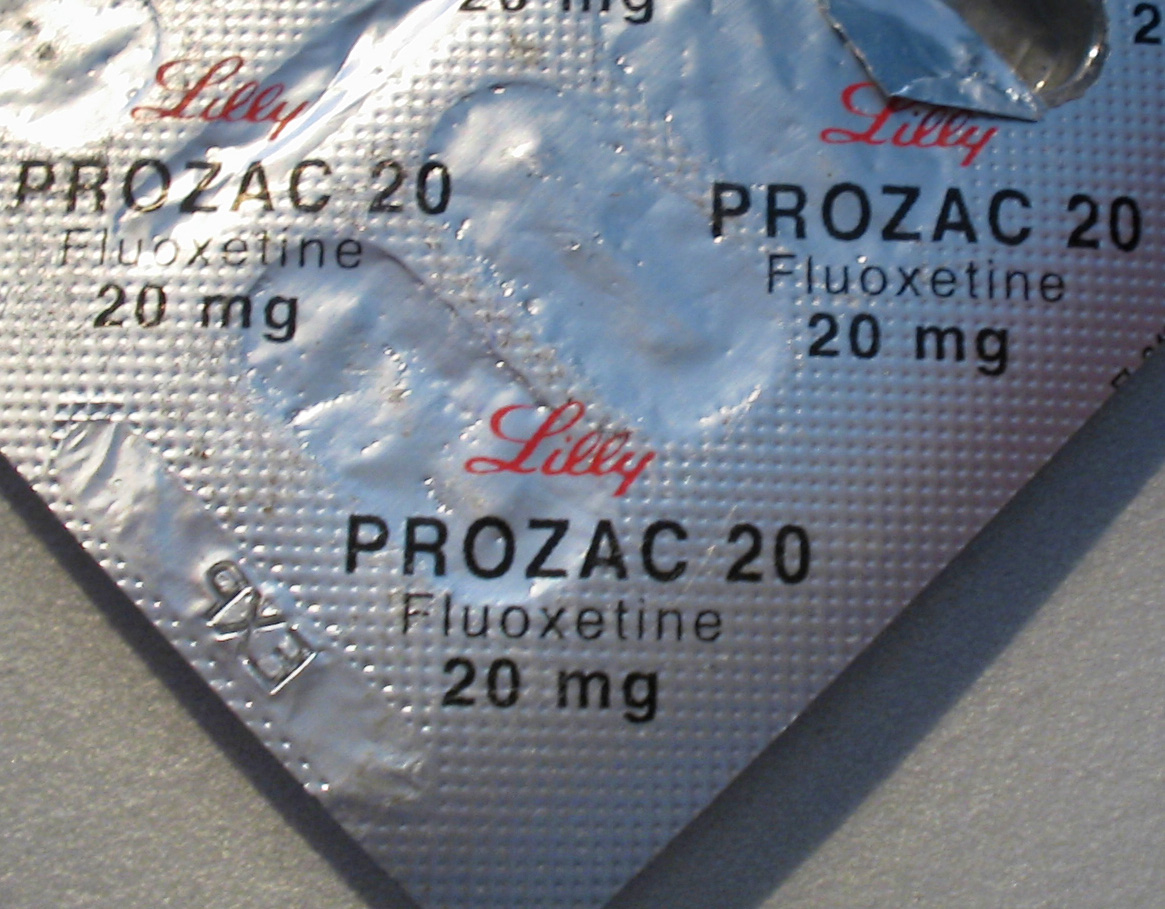
Prozac